# Arconte de Viviers
Arconte de Viviers o Arconcio de Vivarés (f. Viviers, siglo VIII) fue obispo de Viviers en la segunda mitad del siglo VIII, venerado como santo por la Iglesia Católica.
Hay poca información sobre este santo obispo de Viviers, en Ardèche. El catálogo más antiguo de los obispos de Viviers, contenido en un documento de mediados del siglo X, atribuido al obispo Tomás II y llamado Charta vetus, ignora la existencia de Arconzio. Su nombre está incluido en los catálogos tradicionales de la diócesis entre los obispos Ardulfo y Eribaldo, en una época que corresponde a la segunda mitad del siglo VIII.
Es mencionado como mártir en Martyrologium Vivariensis ecclesiae que se atribuye al siglo XV. En este texto se dice que Arconzio murió por decapitación después de un levantamiento popular, después de que el obispo hubiera luchado enérgicamente para defender los derechos y la libertad de su Iglesia. Según algunos autores, este hecho tuvo lugar entre 740 y 745, mientras que, según Duchesne, quizás sea posterior al siglo IX.
Sus reliquias se conservaron en la catedral de Viviers hasta el siglo XVI, cuando fueron dispersadas por los calvinistas.
En el nuevo Martirologio romano, reformado de acuerdo con los decretos del Concilio Vaticano II, también se insertó el nombre de Arconzio de Viviers, recordado el 10 de enero con estas palabras:

En la región de Viviers, cerca del Ródano (hoy Francia), san Arconte, obispo (c. 740-745).

El texto omite cualquier referencia a un supuesto martirio.
- Datos: Q2333870